# Distributore (televisione)
Un distributore o amplificatore di distribuzione è un dispositivo in grado di amplificare un segnale in ingresso e renderlo disponibile su più uscite separate tra di loro. Nelle applicazioni televisive trovano impiego distributori video e audio sia di tipo analogico che digitale.

## Impiego dei distributori
In un impianto tecnico per usi televisivi esiste spesso l'esigenza di disporre di un certo numero di copie dei singoli segnali. In impianti semplici, se sono necessarie poche copie del segnale, è possibile sdoppiare direttamente il cavo che trasporta il segnale, tuttavia questa pratica è da considerarsi per un uso solo di emergenza e non è raccomandabile, per via di attenuazioni del livello del segnale e di possibili interferenze.
È anche possibile utilizzare una matrice video per distribuire i segnali assegnando una singola sorgente su più uscite, tuttavia in un impianto di grandi dimensioni questa soluzione è costosa e, in ogni caso, lo scopo per cui una matrice è progettata è differente.
L'uso dei distributori è pressoché generalizzato per rispondere a questa esigenza, e consente una soluzione economica e affidabile.
Esistono distributori a sé stanti così come schede contenute in un modulo montabile a rack, a seconda del tipo di impianto e di impiego.

### Distributori video
I Distributori video distribuiscono un segnale a un certo numero di destinazioni simultanee. Un distributore può venire descritto in base al numero di ingressi e uscite: un singolo apparato può avere una configurazione tipica di 1x6, 1x8 o 1x10, mentre alcuni moduli sono disponibili in configurazione sdoppiabile, così da poter avere, a scelta, un distributore 1x8 o 2x4 sullo stesso apparecchio.
Un distributore può processare segnali sia analogici che digitali, e non è raro il caso di distributori che eseguono anche una conversione da digitale a analogico allo scopo di monitorare il segnale, o per l'integrazione in ambienti dove si usano entrambi i tipi di segnale.
Un distributore analogico permette di regolare guadagno ed equalizzazione del segnale per compensare le perdite del cavo, mentre uno digitale permette il reclocking del segnale per ricostruire parti del segnale eventualmente rovinate.
È utile osservare che negli impianti digitale moderni il numero di distributori presente è ridotto rispetto a un impianto analogico, per due motivi fondamentali:
- minore necessità di distribuire segnali, per via del maggior numero di uscite presente sugli apparati e della maggiore capacità distributiva di matrici e mixer video moderni,
- minore necessità di equalizzare i segnali, pressoché fondamentale su un impianto analogico ma superflua con segnali di tipo SDI.

Lo stadio di ingresso del distributore è di solito un connettore BNC di tipo passante, con un'impedenza molto alta per evitare di influire sul segnale, mentre le uscite sono separate e indipendenti dall'ingresso. In teoria, il segnale emesso è identico su tutte le uscite.
I distributori video sono usati anche per distribuire il segnale di sincronizzazione a tutti gli apparati a cui è necessario il genlock. In questo caso, si usano distributori analogici o anche un tipo particolare di distributore (detto Pulse Distribution Amplifier) che presenta sulle uscite solo il video di riferimento e la sottoportante colore.

### Distributori audio
I distributori audio sono presenti in misura minore, in un impianto televisivo, rispetto ai distributori video, poiché la natura stessa dei segnali audio non richiede di solito copie multiple delle sorgenti. Vengono usati invece per la distribuzione degli segnali in uscita dal mixer audio, nonché per la distribuzione di segnali ausiliari.
I distributori audio possono essere singoli o di tipo stereo, dove è necessario processare due canali insieme, e possono essere analogici o digitali a seconda del tipo di segnale. È da notare che i segnali audio digitali in formato AES/EBU sono formati da una coppia di canali audio, che il distributore presenterà uguale sulle uscite.
Un distributore audio analogico è in grado di regolare il guadagno del segnale in ingresso, mentre qualche modello offre la possibilità di regolare ogni singola uscita. Questi distributori sono usati per esempio per pilotare delle cuffie di ascolto, potendone regolare i singoli livelli.
Le uscite audio analogiche sono di solito di tipo bilanciato anche se l'ingresso è sbilanciato.